# أرسطو
أَرِسْطُو (بالإغريقية: Ἀριστοτέλης) ‏(384 ق.م - 322 ق.م) أو أَرِسْطُوطَالِيس أو أرسطاطاليس الملقب بالمعلم الأول، هو فيلسوف يوناني وتلميذ أفلاطون ومعلم الإسكندر الأكبر. ويعد مؤسس مدرسة ليقيون ومدرسة الفلسفة المشائية والتقاليد الأرسطية، وواحد من عظماء المفكرين.
تغطي كتاباته مجالات عدة، منها الفيزياء و‌الميتافيزيقيا و‌الشعر و‌المسرح و‌الموسيقى و‌المنطق و‌البلاغة و‌اللغويات و‌السياسة و‌الحكومة و‌الأخلاقيات و‌علم الأحياء و‌علم الحيوان.كان لفلسفته تأثير فريد على كل شكل من أشكال المعرفة تقريبًا في الغرب، ولا يزال موضوعًا للنقاش الفَلْسَفي المعاصر وتزوج من phyllis .

## حياته

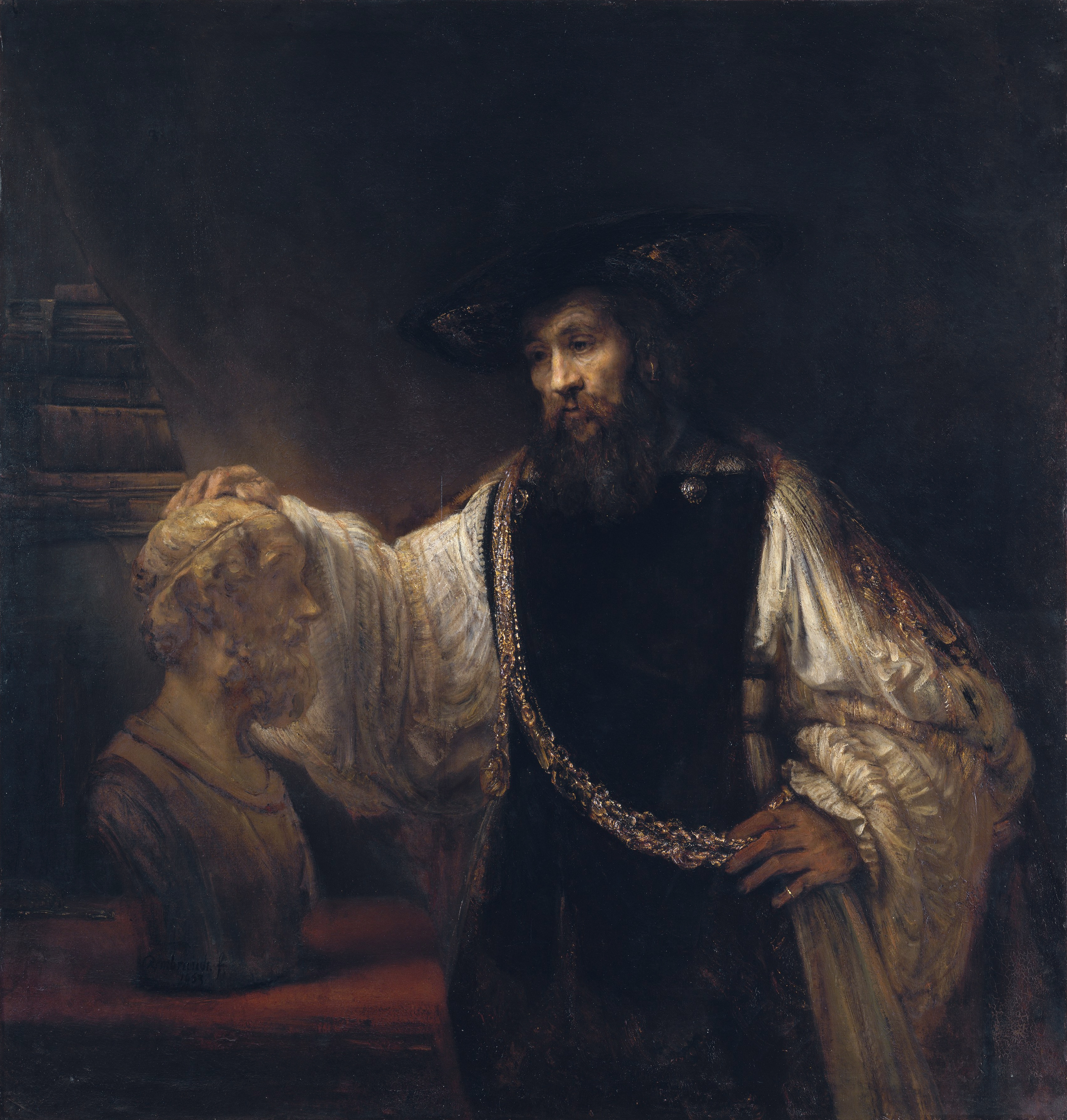
أَرِسْطُو يتَأَمَّلَ تِمثال نصفي لهوُميروس لوحة زيتية بريشة رسام العصر الذهبي الهولندي رامبرانت سنة 1653، تصور أرسطو وهو يرتدي سلسلة ذهبية ويفكر أمام تمثال نصفي منحوت لهوميروس. متحف المتروبوليتان للفنون.

ولد في مدينة اسطاغيرا مقدونيا سنة 384 ق.م، 55 كيلومتر شرقي مدينة سالونيك، وكان والده نيكوماخوس طبيبًا لدى الملك أمينتاس الثالث المقدوني جد الاسكندر الأكبر، وقد ترك أرسطو مقدونيا إلى أثينا في السابعة عشرة من عمره لينال تعليمه والتحق فيها بأكاديمية أفلاطون، وقد استمر في الأكاديمية نحو عشرين سنة قبل أن يغادر أثينا في 348 ق.م.
بعد وفاة أفلاطون سنة 347 ق.م. ارتحل إلى آترنيوس إحدى المدن اليونانية في آسيا الصغرى، حيث تزوج شقيقة حاكمها هرمياس، وما هي إلا ثلاث سنوات وبعد إقامة قصيرة في جزيرة لسبوس، حتى تلقى دعوة من الملك فيليبوس المقدوني ليكون معلم ابنه الذي أصبح فيما بعد الإسكندر الكبير. وقد لازم أرسطو الإسكندر صديقًا، ومعلمًا، ومستشارًا حتى قام سنة 334 ق.م بحملته الحربية الآسيوية، ومما يروى أن الإسكندر كان يرسل من البلدان التي يمر فيها نماذج من نباتاتها وحيواناتها إلى استاذه مساهمة منه في زيادة اطلاعه، وتسهيل أبحاثه ودراساته، ومن هنا استطاع أرسطو أن يؤسس مايعتبر أول حديقة حيوان في العالم.
في أثينا سنة 332 ق.م، افتتح أرسطو مدرسة لوقيون. وقد عرف أتباعه بالمشائين لأن أرسطو كان من عادته ان يمشي بين تلامذته وهو يلقي عليهم الدروس. وظل يدير مدرسته 13 عامًا.
على الرغم من عداوة الأثينيين لمقدونيا التي استعبدتهم. اجتذبت مدرسة أرسطو الكثير من التلامذة، وأمست مركزًا للابحاث البيولوجية والتاريخية، والشئون الحكومية والإدارية، ولم يكن ثمة موضوع يناقش في أيام أرسطو لم يتطرق إليه في مدرسته، أو في كتبه، ويجلوه ويوضحه، ومن أشهر مؤلفاته: أورغانون، السياسة، فن الشعر، المنطق، تاريخ الحيوانات، وعلم الفلك.
توفي الاسكندر سنة 323 ق.م، ووقعت حكومة أثينا بين أيدي أعداء المقدونيين «وأرسطو من أنصار المقدونيين» فدبر له أعداؤه تهمة الإلحاد. فخشي الاضطهاد والمصير الذي آل إليه سقراط من قبله فهرب إلى مدينة خلسيس حيث أصيب بمرض بعد ذلك بسنة ومات في سن الثالثة والستين سنة 322 ق.م.

## نشأته
ولد أرسطو عام 384 قبل الميلاد في مدينة ستاغيرا في شمال اليونان، وكان والده طبيبًا مقربًا من البلاط المقدوني، وقد حافظ أرسطو وتلاميذه من بعده على هذا التقارب. وقد كان لوالده تأثير كبير عليه لدخوله مجال التشريح ودراسة الكائنات الحية التي منحته القدرة على دقة الملاحظة والتحليل. وفي عام 367 رحل أرسطو إلى اثينا للالتحاق بمعهد افلاطون، كطالب في البداية، وكمدرس فيما بعد. وكان أفلاطون قد جمع حوله مجموعة من الرجال المتفوقين في مختلف المجالات العلمية من طب وبيولوجيا ورياضيات وفلك. ولم يكن يجمع بينهم رابط عقائدي سوى رغبتهم في إثراء وتنظيم المعارف الإنسانية، وإقامتها على قواعد نظرية راسخة، ثم نشرها في مختلف الاتجاهات، وكان هذا هو التوجه المعلن لتعاليم وأعمال أرسطو.
وكان من برامج معهد افلاطون أيضًا تدريب الشباب للقيام بالمهن السياسية، وتقديم النصائح والمشورة للحكام، ولذا فقد انضم أرسطو عام 347 إلى بلاط الملك هرمياس، ومن ثم، وفي عام 343 دخل في خدمة الملك فيليب الثاني إمبراطور مقدونيا حيث أصبح مؤدبا لابنه الاسكندر الكبير. وبعد سبع سنوات عاد مرة أخرى إلى اثينا ليؤسس مدرسته الخاصة (الليسيوم) أو (المشائية) وسميت كذلك نسبة للممرات أو أماكن المشاة المسقوفة التي كان الطلاب وأساتذتهم يتحاورون فيها وهم يمشون، كما تسمى اليوم جماعات الضغط السياسية في الكونغرس الأمريكي بـ (الوبي) نسبة إلى لوبي أو ردهة مبنى الكونغرس في واشنطن. وقد خالفت (المشائية) تقاليد (أكاديمية) افلاطون بتوسيع المجالات العلمية التي كانت تناقشها وأعطت أهمية كبرى لتدريس الطبيعيات. وبعد وفاة الاسكندر الكبير، بدأ الشعور بالكراهية يظهر ضد المقدونيين في أثينا، وقد أثر ذلك على نفسية أرسطو، وقد كان من الموالين للمقدونيين، مما جعله يتقاعد، ولم يمهله القدر طويلًا حيث توفي بعد أقل من عام من وفاة الاسكندر، فكانت وفاته في عام 322 قبل الميلاد. َ
وعلى الرغم من غزارة إنتاج أرسطو الفكري المتمثل في محاضراته وحواراته الكثيرة، إلا أنه لم يبق منها إلا النذر اليسير، فقد ضاع معظمها، ولم يبق سوى بعض الأعمال التي كانت تدرس في مدرسته، والتي تم جمعها تحت اسم (المجموعة الارسطوطالية) بالإضافة إلى نسخة ممزقة من (الدستور الأثيني) الذي وضعه، وعدد من الرسائل والاشعار ومن ضمنها مرثية في افلاطون.

## فلسفته

### المنطق

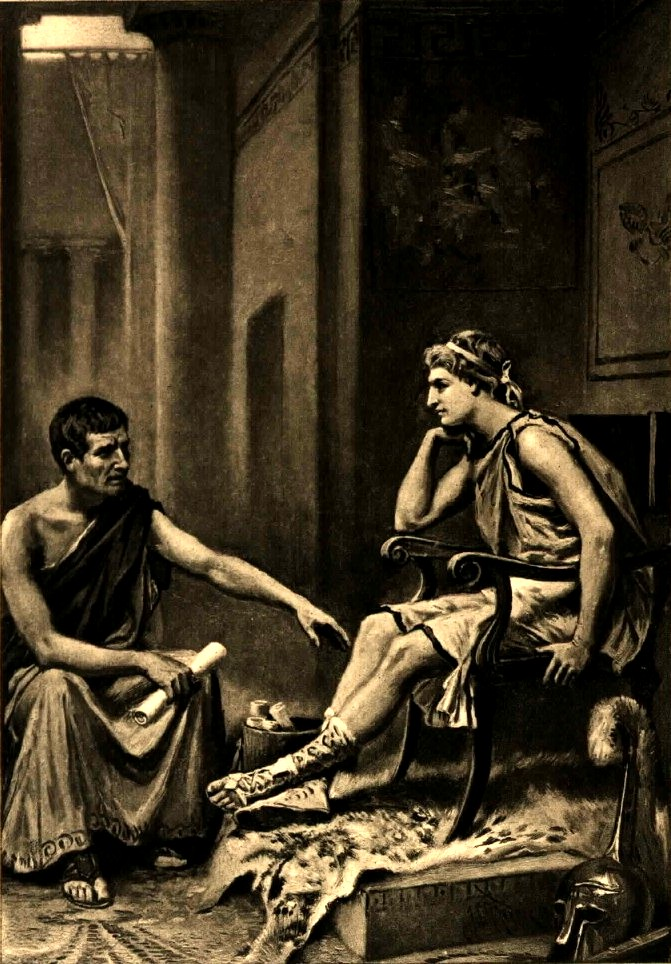
أرسطو يعلم الإسكندر الأكبر، لوحة لجان ليون جيروم فيريس

تجمع كلِّ مؤلفات أرسطو في المنطق تحت اسم «الأورجانون». وتعني كلمة «أورجانون» الأداة، لأنَّ تلك المؤلفات كانت تبحث عن موضوع الفكر، الذي هو الأداة أو الوسيلة للمعرفة. كان أرسطو أول فيلسوف قام بتحليل العملية التي بموجبها يمكن منطقيّا استنتاج أنَّ أي قضية من الممكن أن تكون صحيحة استنادًا إلى صحة قضايا أخرى، فقد كان اعتقاده أنَّ عملية الاستدلال المنطقي هذه تقوم على أساس شكل من أشكال البرهان سماه القياس. في حالة القياس، يمكن البرهنة أو الاستدلال منطقيًا على صحة قضية معينة إذا كانت هناك قضيتان أخريان صحيحتان، ومثال على ذلك: كل إنسان فان، وسقراط إنسان، إذًا سقراط فان.

### فلسفة الطبيعة
كانت خاصية التغير الملازمة للطبيعة أكثر ما استرعى انتباه أرسطو لدرجة أنه عرِّف فلسفة الطبيعة في كتاب الطبيعيات بأنها دراسة الأشياء التي تتغيَّر. وقد قال أرسطو: لكي نفهم التغير يجب أن نفرِّق بين الصورة والمادة أو الشيء. وحسب اعتقاد أرسطو، فإنَّ التغير هو أن تكتسب المادة نفسها شكلًا جديدًا. وقد عدد أرسطو أسبابًا أربعة للتغير:
1. السبب المادي.
2. السبب الصوري.
3. السبب الفعَّال.
4. السبب النهائي.

فمثلًا السبب المادي لتمثال منحوت هو المادة المصنوع منها التمثال، والسبب الفعَّال هو النشاط الذي بذله النحات، والسبب الصوري هو الشكل الذي صيغت فيه مادة التمثال والسبب النهائي هو الخطة أو التصميم الذي كان في ذهن المثَّال.
كذلك قام أرسطو بدراسة الحركة باعتبارها نوعًا من أنواع التغير، وكتب بشأن حركة الأجرام السماوية، كما بحث في المتغيرات التي تحدث عند خلق أو تدمير شيء ما.
في كتابه عن الروح، بحث أرسطو في الوظائف المتعدِّدة للروح وفي العلاقة بين الروح والجسد، كما أنه يُعَدُّ أول عالم مشهور في علوم الأحياء؛ فقد جمع معلوماتٍ وفيرة عن الحيوانات وحلَّل أجزاء الكائنات الحية غائيًّا، أي على أساس الغاية التي يحقِّقها كلُّ جزءٍِ من تلك الأجزاء.

### علم الأخلاق والسياسة
يبحث علم الأخلاق والسياسة في ما يُسمَّى المعرفة العملية، أي تلك المعرفة التي تجعل الناس قادرين على التصرف السليم والعيش في سعادة. وقد قال أرسطو إنَّ الهدف الذي يسعى إليه الناس هو السعادة ونحن نحقق السعادة عندما نؤدِّي وظيفتنا. ولأنَّ الإنسان في رأي أرسطو هو الحيوان العاقل، ووظيفته هي أن يعقل الأمور، فإنه تبعًا لذلك تكون الحياة السعيدة للإنسان هي تلك الحياة التي يحكمها العقل.
كان أرسطو يرى أنَّ الفضيلة الأخلاقية تكمن في تحاشي التطرُّف في السلوك وإيجاد الحد الوسط بين طرفين، مثال ذلك أن فضيلة الشجاعة هي الحد الوسط بين رذيلة الجبن من طرف ورذيلة التهور من الطرف الآخر. وبالمثل، فإنَّ فضيلة الكرم هي الحد الوسط بين البخل والتبذير.

### النقد الأدبي
يكاد كتاب أرسطو الشعر أن يكون الكتاب المفرد الذي كان له أعظم الأثر في النقد الأدبي. في هذا الكتاب، يمحِص أرسطو طبيعة فن المأساة آخذًا أوديب ملكًا ـ لمؤلفها سوفوكليس ـ نموذجًا أساسيًا، وكان أرسطو يعتقد أن المأساة تؤثر على المشاهد عن طريق إيقاظ عاطفتي الشفقة والخوف، ثم تنقيته وتطهيره منهما. وقد أطلق أرسطو على هذه العملية اسم «التطهير».

## الفلسفة العملية

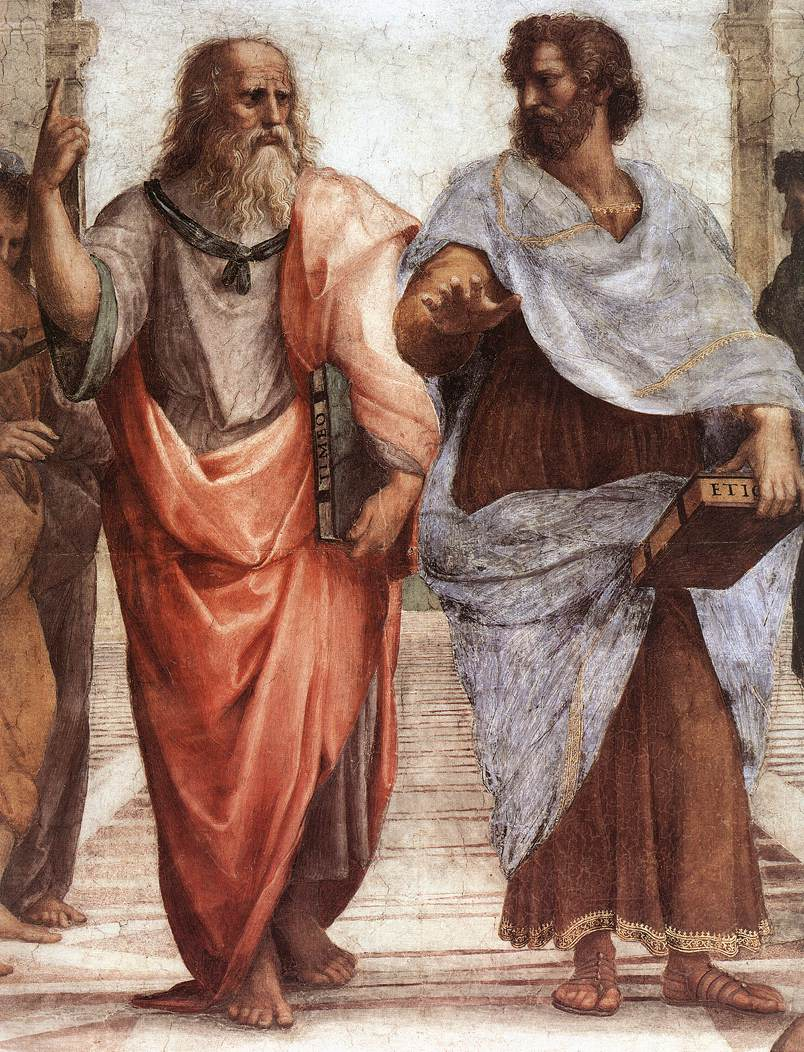
أرسطو (على اليمين) وأفلاطون (على اليسار) في جزء من لوحة مدرسة أثينا لرفائيل

### الأخلاقيات
اعتبر أرسطو الأخلاق دراسة عملية وليست نظرية، أي أنها تهدف إلى أن تصبح جيدًا وتفعل الخير عوضًا عن معرفتها في حد ذاتها. كتب العديد من المؤلفات حول الأخلاق، بما في ذلك الأخلاق النيقوماخية.
علم ارسطو أن الفضيلة ترتبط بوظيفة الشيء الصحيحة. فلا تُعتبر العين جيدة إلا بقدر ما يمكن أن تراه، لأن الوظيفة الصحيحة للعين هي الإبصار. بيّن أرسطو أن السبب وراء ذلك هو أن البشر لابد وأن يمتلكوا وظيفة محددة لهم، وأن هذه الوظيفة لابد وأن تكون من أنشطة الروح وبما يتوافق مع العقل. عرّف أرسطو أن مثل هذا النشاط الأمثل (الوسيلة الفاضلة، بين الرذائل المصاحبة للزيادة أو النقص في الروح) باعتباره هدفًا لجميع الأعمال الإنسانية المقصودة، باليودايمونيا، والتي تُترجم عمومًا بالسعادة أو أحيانًا بالرفاه. تتطلب إمكانية الشعور بالسعادة على هذا النحو شخصية طيبة بالضرورة، وغالبًا ما تُفسّر على أنها فضيلة أخلاقية أو امتياز.
علم أرسطو أن تحقيق شخصية فاضلة ذات إمكانية أن تكون سعيدة يتطلب مرحلة أولية من الاعتياد على تملك الثروة دون قصد، ولكن من خلال المعلمين والخبرة، ما يؤدي إلى مرحلة لاحقة حيث يختار المرء بوعي أن يفعل أفضل الأشياء. عندما يعيش أفضل الأشخاص الحياة بهذه الطريقة يمكن أن تتطور حكمتهم العملية وفكرهم مع بعضهم البعض نحو أعلى قدر ممكن من الفضيلة الإنسانية، أو تحقيق حكمة المفكر النظري أو الافتراضي، أو بعبارة أخرى، الفيلسوف.

### السياسة

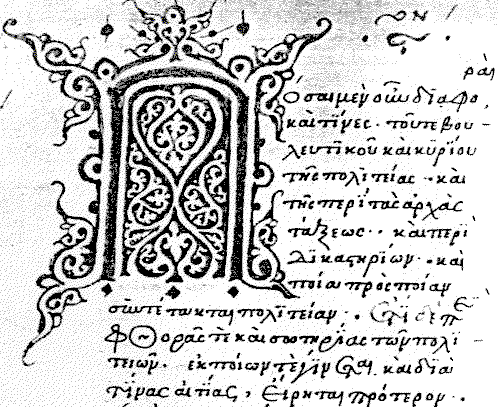
مخطوطة باليونانية من كتاب السياسة تعود لعام 1493

بالإضافة إلى أعماله حول الأخلاقيات، والتي تخاطب الفرد، تحدث أرسطو عن المدينة في عمله الذي حمل عنوان السياسة. رأى أرسطو أن المدينة مجتمع طبيعي. وعلاوة على ذلك، رأى أن أهمية المدينة تفوق أهمية الأسرة والتي تفوق أهمية الفرد بدورها، «لأن مجمل الأمر يجب أن يتقدم على أي جزء منه.» من مقولاته الشهيرة أن «الإنسان بطبيعته حيوان سياسي» وجادل بأن العامل المحدد للإنسانية بين الآخرين في المملكة الحيوانية هو عقلانيته. تصور أرسطو السياسة على أنها كائن حي بدلًا من أن تكون آلة، وعلى أنها مجموعة من الأجزاء التي لا يمكن لأي منها أن يوجد دون الأجزاء الأخرى. يُعتبر مفهوم أرسطو للمدينة مفهومًا عضويًا، وهو من أوائل من تصور المدينة بهذه الطريقة.
يختلف الفهم الحديث المشترك للمجتمع السياسي كدولة حديثة تمامًا عن فهم أرسطو. على الرغم من إدراكه لوجود الإمبراطوريات الأكبر حجمًا وإمكانياتها، رأى أرسطو المجتمع الطبيعي مدينة تعمل باعتبارها مجتمعًا سياسيًا أو شراكة. لا يقتصر هدف المدينة على تجنب الظلم أو الاستقرار الاقتصادي فحسب، بل يهدف على الأقل إلى السماح لبعض المواطنين بإمكانية العيش حياة طيبة، والاضطلاع بأعمال جميلة: «لابد من أن يكون الغرض وراء الشراكة السياسية عمل نبيل، وليس من أجل العيش معًا.» يتميز هذا عن النهج الحديثة، بدءًا بنظرية العقد الاجتماعي، والتي يترك الأفراد بمقتضاها الحالة الطبيعة بسبب الخوف من الموت الشنيع أو متاعبه.

ذكر المؤرخ أرسطو في كتابه، بروتريبتيكوس:
نظرًا لاتفاق الجميع على أن الحكم ينبغي أن يكون بيد الرجل الأكثر تميزًا، أي الأسمى بطبيعته، وأن القانون يحكم ويعتمد وحده على السلطة، ولكن القانون نوع من الذكاء، أي خطاب يستند إلى الذكاء. ومجددًا، ما هو المعيار الذي نمتلكه، ما هو معيار الأشياء الجيدة، وهل هو أكثر دقة من الشخص الذكي؟ فكل ما سيختاره هذا الشخص، في حال كان الخيار مبنيًا على معرفته، هي أشياء جيدة ونقيضها أمر سيئ. بما أن الجميع يختارون أغلب ما يتفق مع تصرفاتهم الصحيحة (الرجل العادل الذي يختار أن يعيش حياة عادلة، والرجل الذي يتمتع بالشجاعة ليعيش بشجاعة، وعلى نحو مماثل الرجل الذي يتحكم بذاته ليعيش في إطار التحكم بالذات)، فمن الواضح أن الرجل الذكي سيختار معظم هذه الأمور ليكون ذكيًا؛ لأن هذه هي وظيفة تلك الصفة. بالتالي، فإنه من الواضح، وفقًا للحكم الأكثر موثوقية، أن الذكاء يتفوق على المنافع.
شكك أرسطو تلميذ أفلاطون إلى حد ما بالديمقراطية، متيمنًا بأفكار أفلاطون الغامضة، وطور نظرية متماسكة بشأن دمج مختلف أشكال السلطة في ما يُعرف بالدولة المختلطة:
إنه لأمر دستوري أن نستنتج من حكم الأقلية أن المناصب ستنتخب، ومن الديمقراطية أن هذا لن يكون مؤهلًا للملكية. هذا إذن هو نمط المزج، ومن علامات الجمع الجيد بين الديمقراطية والأقلية أن يكون من الممكن الحديث عن نفس دستور الديمقراطية والأقلية.
لتوضيح هذا النهج، اقترح أرسطو نموذجًا رياضيًا والأول من نوعه بخصوص التصويت، وإن كان موصوفًا من الناحية النظرية، حيث يُجمع بين المبدأ الديمقراطي المتمثل في «صوت واحد للناخب الواحد» و«التصويت المُستحق بجدارة» للأقلية.

### الاقتصاد
قدم أرسطو العديد من المساهمات في الفكر الاقتصادي، ولا سيما في فكر العصور الوسطى. في كتاب السياسة، يشير أرسطو إلى المدينة والممتلكات والتجارة. من وجهة نظر ليونيل روبينز، كان من المتوقع أن يحظى رد أرسطو على الانتقادات الموجهة إلى الملكية الخاصة بمؤيدين لاحقين للملكية الخاصة من الفلاسفة والاقتصاديين، نظرًا لكونه يتعلق بالفائدة الإجمالية للترتيبات الاجتماعية. يعتقد أرسطو أنه على الرغم من أن الترتيبات المجتمعية قد تبدو مفيدة للمجتمع، وأنه على الرغم من إلقاء اللوم غالبًا على الملكية الخاصة فيما يتعلق بالصراع الاجتماعي، إلا أن هذه الشرور في الواقع تأتي من الطبيعة البشرية. في مجال السياسة، يقدم أرسطو أحد أوائل الحسابات المتعلقة بأصل المال. دخلت الأموال حيز الاستخدام لأن الأشخاص أصبحوا يعتمدون على بعضهم البعض، واستيراد ما يحتاجون إليه وتصدير الفائض. في سبيل تحقيق المصلحة، اتفق الناس على التعامل بأشياء مفيدة في جوهرها ويسهل استخدامها، كالحديد أو الفضة.
كان لمناقشات أرسطو حول تجارة التجزئة والفوائد أثر بارز على الفكر الاقتصادي في العصور الوسطى. كان له رأي ضعيف فيما يتعلق بتجارة التجزئة، معتقدًا أنه على النقيض من استخدام المال لشراء ما يحتاجه المرء في إدارة الأسرة، فإن تجارة التجزئة تسعى إلى تحقيق الربح. بالتالي فهو يوظّف السلع كوسيلة لتحقيق غاية ما، بدلًا من أن تكون غاية في حد ذاتها. اعتقد أرسطو أن تجارة التجزئة بهذه الطريقة أمر غير طبيعي. بالمثل، اعتبر أرسطو تحقيق الربح من خلال الفائدة أمر غير طبيعي، نظرًا لكونه يحقق مكاسب من المال نفسه، وليس من استخدامه.
قدّم أرسطو ملخصًا لوظيفة المال التي ربما كانت ملحوظة في وقته. كتب قائلًا إنه نظرًا لاستحالة تحديد قيمة كل سلعة من خلال عد عدد السلع الأخرى ذات القيمة، تنشأ الحاجة إلى معيار عالمي واحد للقياس. استطرد قائلًا إن الأموال مفيدة كذلك في التبادل مستقبلًا، ما يجعلها نوعًا من أنواع الأمن. أي «إذا كنا لا نريد شيئا حاليًا، فإننا سنتمكن من الحصول عليه عندما نريد ذلك.»

## مكانته

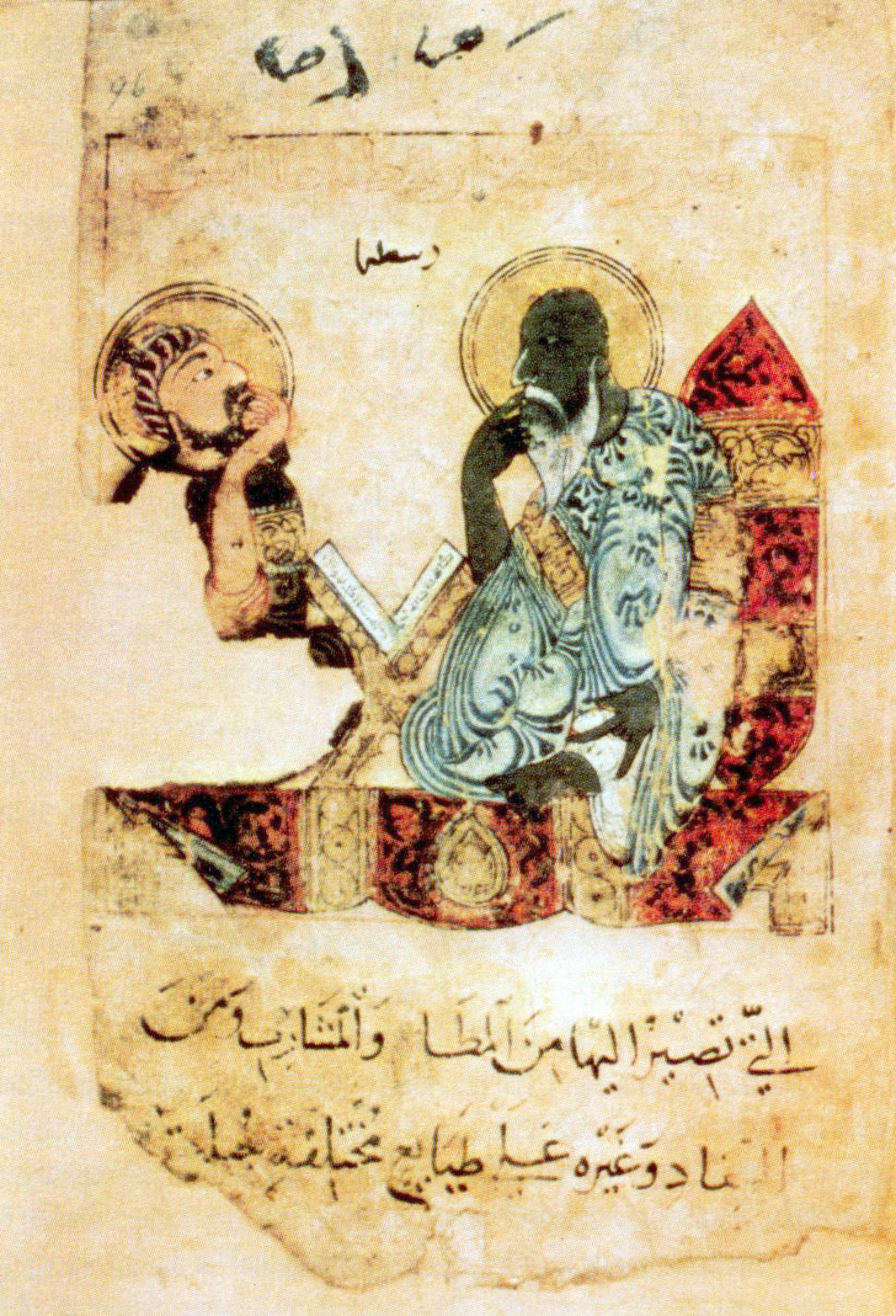
مخطوطة عربية تصور أرسطو

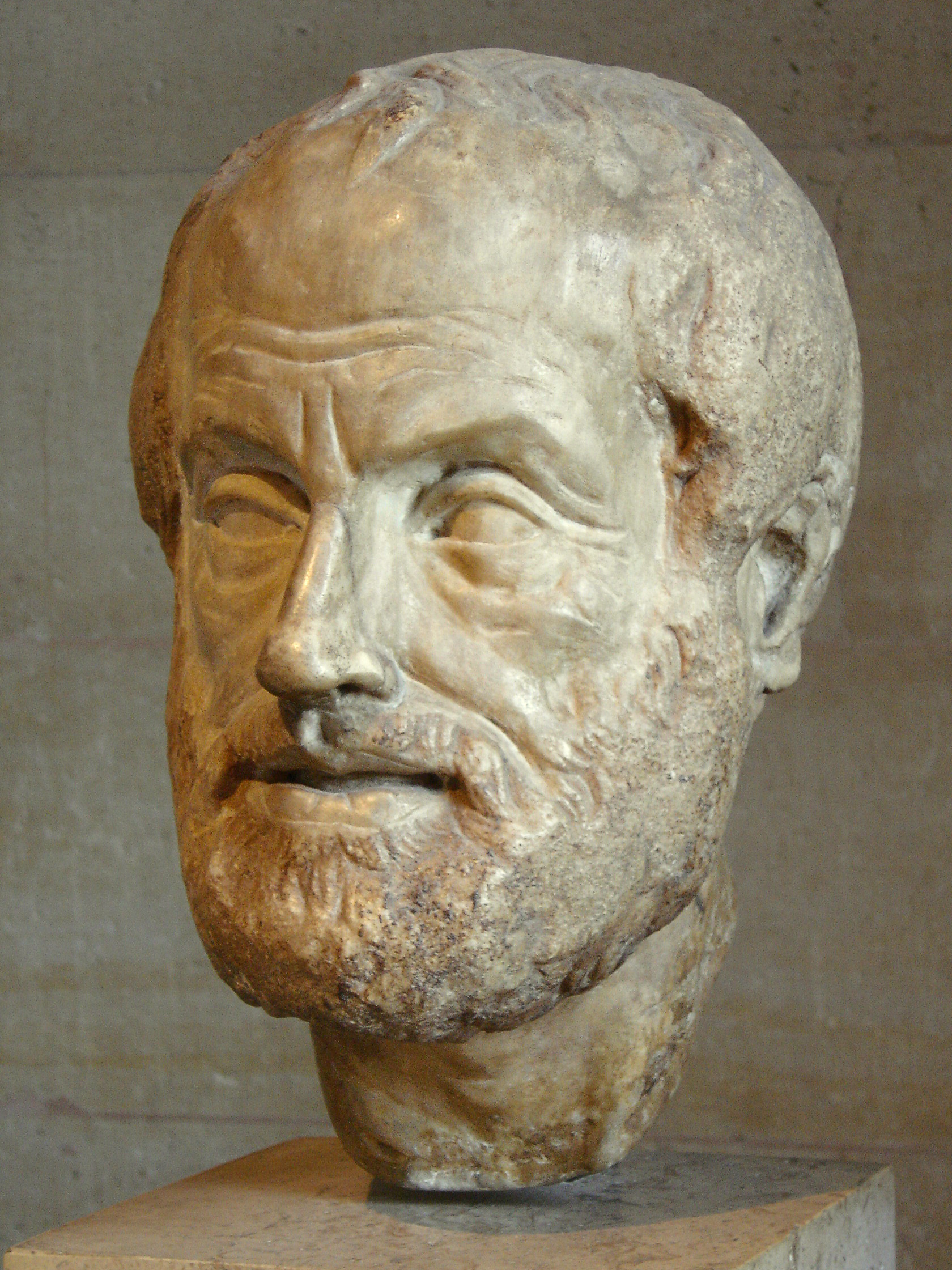
رأس تمثال يعود إلى القرن الأول الميلادي (أو الثاني) خلال الإمبراطورية الرومانية، وهو نسخة من تمثال برونزي مفقود لليسيبوس

ثاني فلاسفة الغرب قدرًا بعد أفلاطون. مؤسس علم المنطق، وصاحب الفضل الأول في دراستنا اليوم للعلوم الطبيعية، والفيزياء الحديثة. أفكاره حول الميتافيزيقيا لا زالت هي محور النقاش الأول بين النقاشات الفلسفية في مختلف العصور، وهو مبتدع علم الأخلاق الذي لا زال من المواضيع التي لم يكف البشر عن مناقشتها مهما تقدمت العصور. ويمتد تأثير أرسطو لأكثر من النظريات الفلسفية، فهو مؤسس البيولوجيا (علم الأحياء) بشهادة داروين نفسه، وهو المرجع الأكبر في هذا المجال. وشعره يعتبر أول أنواع النقد الدرامي في التاريخ، وتأثيره واضح على جميع الأعمال الشعرية الكلاسيكية في الثقافة الغربية وربما غيرها أيضًا. ويرجع سبب هذا التأثير إلى أن أعمال أرسطو كانت شاملة، وتحيط بجميع الجوانب الحياتية، وتروق لجميع أنواع البشر والثقافات.

## المجموعة الارسطوطالية
1. المنطق
2. الطبيعة
3. ما وراء الطبيعة (الميتافيزيقيا)
4. الأخلاق والسياسة
5. الخطابة والشعر

## وفاته
بعد موت أرسطو، استمر التقليد الفلسفي الارسطوطالي سائدًا خلال الحقبة الهلنسية (الإغريقية) من خلال المدرسة المشائية التي أسسها، وقد ساعد ظهور النزعات الانتقائية والكلاسيكية المحدثة خلال القرن الأول قبل الميلاد على تنصيب أرسطو كمرجعية فلسفية وحيدة لجميع الفلاسفة وخصوصًا في المنطق والعلوم الطبيعية. أما في الفترة من القرن الثالث وما تلاه، فقد كانت الفلسفية الأفلاطونية هي السائدة حينذاك، وذلك لأنها ناسبت الحياة الدينية المسيحية التي انتشرت في ذلك العهد. وقد تبنى رجال الدين المسيحيون في عصر الدولة الرومانية والبيزنطية والإسلامية التوجه الأفلاطوني، ونبذوا الفلسفة الأرسطوطالية باعتبارها نوعًا من الهرطقة.

## تأثيره
لقد أثر أرسطو كثيرًا في مفكري العالم بعلم المنطق الصوري الذي جاء به والذي يعتبر أول القواعد التي عرفتها البشرية ويمكن فيه أن نميز بين مجموعة من المفاهيم مثل: التصور وهو فكرة عامة تعبر عن مظهر من مظاهر الواقع كقولنا شجرة، إنسان...
الحد: وهو اللفظ أو الكلمة التي نعبر بها عن التصورات.
الكليات الخمس: وهي أساس القيام بالتعريف المنطقي وهي الجنس، الفصل النوعي، النوع، الخاصة والعرض العام. يمكن التمييز بين نوعين من الاستدلال الأرسطي : مباشر وفيه تقابل القضايا وعكس القضايا. وقد وصل فكر أرسطو إلى أوروبا لأنه ترجم عن العربية من طرف ابن رشد، من خلال حركة الترجمة العربية التي بدأها خلفاء بغداد في القرنين الثامن والتاسع، واستمرت في الأندلس. فمن خلال ترجمة تعليقات ابن رشد إلى اللاتينية تم تقديم أرسطو إلى أوروبا. وكان فكر أرسطو موضوعاً لدراسات ونقاشات، ومع ذلك، فقد تناول الفلاسفة المسلمون نفس المشاكل التي سبقت ظهور المسيحية، والتي ظهرت بعدها: كيف يمكن أن يتم التوفيق بين الفلسفة واللاهوت والنصوص المقدسة. فمن خلال التعليق على أرسطو، أحدث ابن رشد ما يمكن وصفه بالزلزال الفكري في أوروبا، وكانت أطروحته أن هناك حقيقة واحدة فقط يمكن الوصول إليها عن طريقين مختلفين: عن طريق الإيمان، وعن طريق الفلسفة. وعندما يتعارض الطريقان فهذا يعني أن علينا قراءة النص المقدس بطريقة تأويلية، وبكلمات أخرى، البحث عن فلسفة الحقيقة (أو العلم) أكثر أهمية من الإيمان.

## وصلات خارجية
- أرسطو على موقع IMDb (الإنجليزية)
- أرسطو على موقع الموسوعة البريطانية (الإنجليزية)
- أرسطو على موقع ميوزك برينز (الإنجليزية)
- أرسطو على موقع إن إن دي بي (الإنجليزية)